# Edo (mesto)
Edo (japonsko 江戸, latinizirano: Džedo, Jedo, Jeddo, dob. 'vhod v zaliv, estuarij') je nekdanje ime Tokia. Edo, nekoč džōkamači (grajsko mesto) s središčem v gradu Edo v provinci Musaši, je od leta 1603 kot sedež šogunata Tokugava postal de facto prestolnica Japonske. Edo je zrasel in postal eno največjih mest na svetu pod Tokugavo. Po obnovi Meidži leta 1868 je vlada Meidži Edo preimenovala v Tokio (東京, »vzhodna prestolnica«) in cesarja preselila iz zgodovinske prestolnice Kjoto v mesto. Obdobje vladavine Tokugava na Japonskem od leta 1603 do 1868 je znano kot obdobje Edo.

## Zgodovina

### Pred Tokugavo
Pred 10. stoletjem v zgodovinskih zapisih ni omembe Eda, ampak le nekaj naselij na tem območju. Edo se prvič pojavi v kronikah Azuma Kagamija, to ime za območje se verjetno uporablja od druge polovice obdobja Heian. Njegov razvoj se je začel v poznem 11. stoletju z vejo klana Kanmu-Taira (桓武平氏), imenovano klan Čičibu (秩父氏), ki prihaja z bregov takratne reke Iruma, danes gorvodno od reke Arakava. Potomec poglavarja klana Čičibu se je naselil na tem območju in prevzel ime Edo Šigecugu (江戸重継), verjetno na podlagi imena, uporabljenega za kraj in ustanovil klan Edo. Šigecugu je zgradil utrjeno rezidenco, verjetno okoli konice terase Musašino, ki je kasneje postala grad Edo. Šigecugujev sin, Edo Šigenaga (江戸重長), je leta 1180 stopil na stran Taira proti  Minamotu no Joritomu, vendar se je na koncu predal Minamotu in postal gokenin (御家人) vazal šogunata Kamakura. Ob padcu šogunata v 14. stoletju se je klan Edo postavil na stran Južnega dvora (南朝, Nanchō) in njegov vpliv je v obdobju Muromači upadel.
Leta 1456 je vazal veje Ōgigajacu klana Uesugi začel graditi grad na nekdanji utrjeni rezidenci klana Edo in si nadel ime Ōta Dōkan. Dōkan je živel v tem gradu do svojega atentata leta 1486. Pod Dōkanom, z dobrimi vodnimi povezavami s Kamakuro, Odavaro in drugimi deli Kanta in države, se je Edo razširil v jokamači (城下町, »grajsko mesto« - vrsta urbanih struktur, v katerih mesto obdaja grad fevdalnega gospoda), pri čemer je grad mejil na zaliv, ki se je odpiral v zaliv Edo (trenutni Hibija park) in mesto, ki se je razvijalo vzdolž reke Hirakava, ki se je izlivala v zaliv, ter del zemlje na vzhodni strani zaliva (približno tam, kjer je sedanja tokijska postaja), imenovan Edomaeto (江戸前島). Nekateri duhovniki in učenjaki, ki so bežali iz Kjota po Ōninski vojni, so v tem obdobju prišli v Edo.
Po smrti Dōkana je grad postal ena od trdnjav klana Uesugi, ki je padel pod klan Poznejši Hōdžō v bitki pri Takanavahari leta 1524, med širjenjem njihove oblasti nad območjem Kantō. Ko je klan Hōdžō leta 1590 dokončno porazil Tojotomi Hidejoši, je območje Kanto dobil v upravljanje Tojotomijev višji častnik Tokugava Iejasu, ki se je naselil v Edu.

### Obdobje Tokugava
Tokugava Iejasu je postal najpomembnejši vojskovodja obdobja Sengoku po zmagi v bitki pri Sekigahari oktobra 1600. Uradno je ustanovil šogunat Tokugava leta 1603 in ustanovil svoj štab na gradu Edo. Edo je postal središče politične moči in de facto prestolnica Japonske, čeprav je zgodovinska prestolnica Kjoto ostala de jure prestolnica kot sedež cesarja. Edo se je iz ribiške vasi v provinci Musaši leta 1457 spremenil v največjo metropolo na svetu z ocenjenim prebivalstvom 1.000.000 do leta 1721.
Edo so večkrat in redno uničevali požari, največji požar v Meirekiju leta 1657 je bil najbolj katastrofalen, z ocenjenimi 100.000 žrtvami in ogromen del mesta popolnoma požgan. Takrat je bilo v Edu približno 300.000 prebivalcev, posledice požara pa so bile hude. Ogenj je uničil osrednjo utrdbo gradu Edo, ki ni bila nikoli obnovljena in je vplival na kasnejše urbanistično načrtovanje, da je mesto postalo bolj odporno s številnimi praznimi površinami, ki so preprečile širjenje požarov in širšimi ulicami. Prizadevanja za obnovo so razširila mesto vzhodno od reke Sumida in nekatere rezidence daimjo so bile prestavljene, da bi mestu dali več prostora, zlasti v neposredni bližini šogunove rezidence, s čimer se je rodila velika zelena površina poleg gradu, današnji Fukiage vrtovi cesarske palače. V obdobju Edo je bilo okoli 100 večjih požarov, ki so večinoma nastali po naključju in so se pogosto hitro stopnjevali ter širili po soseskah tipičnih lesenih vrstnih hiš nagaja (長屋, »dolga hiša«), ki so jih ogrevali z ogljem.
Leta 1868 so privrženci cesarja Meidžija in njegovega cesarskega dvora v Kjotu strmoglavili šogunat Tokugava v obnovi Meidži, s čimer je bil status Eda de facto prestolnice Japonske končan. Vendar je nova vlada Meidži kmalu preimenovala Edo v Tōkiō (東京, »vzhodna prestolnica«) in mesto je postalo formalna prestolnica Japonske, ko je cesar preselil svojo rezidenco v mesto.

## Urbanizem
Zelo hitro po ustanovitvi se je šogunat lotil velikih del v Edu, ki so drastično spremenila topografijo območja, zlasti v okviru Tenka-Bušin (天下普請) vsedržavnega programa velikih gradbenih del, ki so vključevali zdaj pomirjeno delovno silo daimjō. Zaliv Hibija obrnjen proti gradu je bil kmalu po prihodu Iejasuja zapolnjen, reka Hirakava je bila preusmerjena in izkopanih je bilo več zaščitnih jarkov in logističnih kanalov (vključno z reko Kanda), da bi omejili tveganje poplav. Začela so se dela na odlagališčih v zalivu, med trajanjem šogunata pa je bilo več območij obnovljenih (zlasti območje Cukidži). Vzhodno od mesta in reke Sumida je bila izkopana ogromna mreža kanalov.
Sveža voda je bila velika težava, saj bi neposredni vodnjaki zaradi lege mesta nad estuarijem zagotavljali slano vodo. Uporabili so nekaj ribnikov s sladko vodo v mestu in zgradili mrežo kanalov in podzemnih lesenih cevi, ki so dovajale sladko vodo iz zahodne strani mesta in reke Tame. Nekaj te infrastrukture se je uporabljalo do 20. stoletja.

### Splošni tloris mesta
Mesto je bilo postavljeno kot grajsko mesto okoli gradu Edo, ki je bil postavljen na vrhu terase Musašino. Območje v neposredni bližini gradu je bilo sestavljeno iz rezidenc samurajev in daimjō, katerih družine so živele v Edu kot del sistema sankin-kōtai; daimjō so v izmeničnih letih potovali v Edo in uporabljali bivališča za svoje spremstvo. Lokacija vsakega bivališča je bila skrbno pripisana glede na njihov položaj kot tozama, šinpan ali fudai. Prav ta obsežna organizacija mesta za razred samurajev je opredelila značaj Eda, zlasti v nasprotju z dvema velikima mestoma Kjoto in Osako, od katerih nobenemu ni vladal daimjō ali pa je bilo v njem veliko samurajev. Značaj Kjota so določili cesarski dvor, dvorni plemiči, njegovi budistični templji in njegova zgodovina; Osaka je bila trgovsko središče države, kjer so prevladovali čonin ali trgovski razred. Nasprotno, prebivališča samurajev in daimjō so zasedla do 70 % območja Eda. Na vzhodni in severovzhodni strani gradu so živeli šomin (庶民, »običajni ljudje«), vključno s čōnini, na veliko bolj gosto poseljenem območju kot območje razreda samurajev, organizirani v vrsti ograjenih skupnosti, imenovanih mači (町, »mesto« ali »vas«). To območje, Šitamači (下町, »spodnje mesto«), je bilo središče urbane in trgovske kulture. Šomin so živeli tudi ob glavnih cestah, ki so vodile v mesto in iz njega. Reka Sumida, takrat imenovana Velika reka (大川, Ōkava), je tekla na vzhodni strani mesta. Tukaj so bila uradna skladišča šogunata za skladiščenje riža  in druge uradne stavbe.
Most Nihonbaši (日本橋, dobesedno »most Japonske«) je označeval središče trgovskega središča mesta in izhodišče gokaidō (zato je bil de facto »središče države«). Tu so delovali ribiči, obrtniki ter drugi proizvajalci in trgovci. Pošiljatelji so upravljali ladje, znane kot tarubune, v in iz Osake in drugih mest, pripeljali blago v mesto ali ga prenesli z morskih poti na rečne barže ali kopenske poti.
Severovzhodni kotiček mesta je veljal za nevarnega v tradicionalni kozmologiji onmjodo (陰陽道, tudi In'jōdō, dob. »Pot jina in janga« - sistem naravoslovja, astronomije, almanaha, vedeževanja in magije) in je bil zaščiten pred zlom s številnimi templji, vključno s Senso-dži in Kan'ei-dži, enim od dveh Tokugavinih skrbniških templjev Bodaidži (菩提寺, dob. »bodhi tempelj«). Pot in kanal, na kratki razdalji severno od Sensō-dži, segata zahodno od brega reke Sumida, ki vodita vzdolž severnega roba mesta do okrožja Jošivara. Okrožje, ki je bilo prej v bližini Ningjōčō, je bilo po velikem požaru Meireki ponovno zgrajeno na tej bolj oddaljeni lokaciji. V bližini je prebival Danzaemon, dedni položaj vodje eta (Burakumini) ali izobčencev, ki so opravljali »nečista« dela v mestu.
Templji in svetišča so zavzemali približno 15 % površine mesta, kar je enako bivalnim območjem meščanov, vendar je bilo v povprečju 1/10 njegovega prebivalstva. Po mestu so bili razporejeni templji in svetišča. Poleg velike koncentracije na severovzhodni strani za zaščito mesta, je drugi Bodaidži Tokugave, Zōdžō-dži, zasedal veliko območje južno od gradu.

### Nastanitev

#### Vojaška kasta
Rezidence samurajev in daimjōjev so se močno razlikovale po velikosti glede na njihov status. Nekateri daimjo so lahko imeli več prebivališč v Edu. Zgornja rezidenca (上屋敷, kami-jašiki) je bila glavna rezidenca, medtem ko je bil gospodar v Edu in je bila uporabljena za uradne dolžnosti. To ni bila nujno največja njegova rezidenca, a najprimernejša za prevoz na grad. To je bilo pomembno višje prebivališče za daimjo, podobno kot njegova domača rezidenca, in je zahtevalo ogromne stroške za vzdrževanje njegove formalnosti. Zgornja rezidenca Edo služi tudi kot politično okno, ki povezuje šogunat in klan. Sporočila iz šogunata so bila poslana v rezidenco klana, nato pa iz rezidence klana v domovino. Po drugi strani pa je bilo ob stiku s šogunatom od doma sporočeno tudi prek zgornje rezidence Edo. Poleg tega je bila notranjost zgornje rezidence Edo postavljena izven nadzora šogunata, in tudi če so kriminalci pobegnili v rezidenco Edo, šogunat ni izvajal svojih preiskovalnih pooblastil. Srednja rezidenca (中屋敷, naka-jašiki), nekoliko dlje od gradu, je lahko gostila dediča gospoda, njegove služabnike iz njegovega fevda, ko je bil v Edu za sankin-kotai ali pa je bila po potrebi skrita rezidenca. Spodnja rezidenca (下屋敷, šimo-jašiki), če je sploh obstajala, je bila na obrobju mesta, bolj kot zatočišče za užitek z vrtovi. Spodnjo rezidenco bi lahko uporabili tudi kot zatočišče za gospoda, če bi požar opustošil mesto. Nekatere mogočne rezidence daimjōjev so zavzemale velika ozemlja, velika več deset hektarjev.

#### Šonin
V ožjem pomenu besede so bili čōnin samo meščani, ki so bili lastniki svojega bivališča, kar je bila pravzaprav manjšina. Prebivalstvo šonin je v glavnem živelo v pol-kolektivnih stanovanjih, imenovanih nagaja (長屋, dobesedno »dolga hiša«), večsobnih lesenih bivališčih, organiziranih v zaprtih mači (町, »mesto« ali »vas«), s skupnimi objekti, npr. kot vodnjaki, povezani z mestnim distribucijskim sistemom sveže vode, zbirališče smeti in skupne kopalnice. Tipičen mači je bil pravokotne oblike in je lahko imel več sto prebivalcev.
Mači je imel nočno policijsko uro z zaprtimi in zastraženimi vrati, imenovanimi kidomon (木戸門), ki so se odprla na glavni ulici (表通り, omote-dori) v mačiju. Dvonadstropna poslopja in večje trgovine, namenjene višjim članom društva, so bile obrnjene proti glavni ulici. Mači bi običajno sledil mrežnemu vzorcu in manjše ulice, šinmiči (新道), so se odpirale na glavni ulici, tudi z (včasih) dvonadstropnimi zgradbami, trgovinami v prvem nadstropju, bivalnimi prostori v drugem nadstropju, za premožnejše prebivalce. Zelo ozke ulice, dostopne skozi majhna vrata, imenovana rodži (路地), bi vstopile globlje v mači, kjer so bile enonadstropne nagaje, uranagaje (裏長屋, dobesedno »dolge hiše v zadnji ulici«). Najemnine in manjše sobe za nižje uvrščene šonin so bile v teh zadnjih ohišjih.
Edo je dobil vzdevek Mesto 808 mačijev (江戸八百八町, Edo hapjaku hacčō), kar kaže na veliko število in raznolikost teh skupnosti, vendar je bilo dejansko število do 18. stoletja bližje 1700.
{wide image|Edo Panorama old Tokyo color photochrom.jpg|750px| Edo, 1865 ali 1866. Fotokrom tisk. Pet odtisov albumina, združenih v panoramo. Fotograf: Felice Beato }}

## Vlada in administracija
Občinska vlada Eda je bila pod odgovornostjo rōdžū, višjih uradnikov, ki so nadzirali celoten bakufu – vlado šogunata Tokugava. Administrativna definicija Eda se je imenovala Gofunai (御府内, dobesedno »kjer je vlada«).
Kandžō-bugjō (finančni komisarji) so bili odgovorni za finančne zadeve šogunata, medtem ko je Džiša-bugjō obravnaval zadeve, povezane s svetišči in templji. Mači-bugjō (町奉行) so bili samuraji (na samem začetku šogunata daimjō, pozneje hatamoto) uradniki, imenovani za vzdrževanje reda v mestu, pri čemer je beseda označevala glavnega sodnika, magistrat in njegovo organizacijo. Bili so zadolženi za vsakodnevno administracijo, združevali so vlogo policije, sodnika in gasilcev. Obstajala sta dva urada, Južni in Severni Mači-bugjō, ki sta imela enako geografsko pristojnost kljub svojemu imenu, vendar sta se vlogah menjavala mesečno. Kljub obsežnim odgovornostim so bile ekipe Mači-bugjō precej majhne, z 2 pisarnama po 125 ljudi. Mači-bugjō ni imel jurisdikcije nad stanovanjskimi območji samurajev, ki so ostala pod neposredno oblastjo šogunata. Geografska pristojnost ni popolnoma sovpadala z Gofunai, kar je povzročilo nekaj zapletenosti pri obravnavanju mestnih zadev. Mači-bugjō je nadzoroval številne mačije, kjer so živeli šonin prek predstavnikov, imenovanih Mačidošijori (町年寄). Vsak je imel vodjo mačija, imenovanega Nanuši (名主), ki je poročal Mačidošijoriju (町年寄), ki je bil sam zadolžen za več mačijev.